# Walther Rytz
August Rudolf Walther Rytz (także: Rytz-Miller; ur. 13 stycznia 1882 r. w Bernie – zm. 26 września 1966 r. tamże) – szwajcarski botanik i mykolog. Jego skrót botaniczny to „RYTZ”.

## Życiorys
Był synem Gustava Kaufmanna i Anny Elisabeth z domu Grünig. Od 1902 r. studiował nauki przyrodnicze na uniwersytetach w Bernie i Bonn, uzyskując w 1907 r. w Bernie doktorat pod kierunkiem wybitnego szwajcarskiego mykologa Eduarda Fischera. W latach 1908–1910 pracował jako nauczyciel w szkole średniej. W 1909 r. poślubił Charlottę Steck, córkę berneńskiego notariusza.
Jednocześnie był asystentem w Instytucie Botaniki Uniwersytetu w Bernie, gdzie w 1911 r. obronił habilitację na podstawie pracy pt. „Geschichte der Flora des bern. Hügellandes zwischen Alpen und Jura”. Od 1915 r. pełnił funkcję konserwatora zbiorów w Instytucie Botaniki Uniwersytetu Berneńskiego, a w latach 1920–1952 zajmował tamże stanowisko profesora nadzwyczajnego w zakresie systematyki i geografii roślin. W 1923 r. wydał popularny później podręcznik pt. „Schweizerische Schulflora” (Szwajcarska flora dla szkół; w 1962 r. VI. wydanie). W latach 1931–1953 prowadził wykłady na temat flory alpejskiej w Ogrodzie Roślin Alpejskich na Schynige Platte. Od 1933 r. był również wicedyrektorem Ogrodu Botanicznego w Bernie, a w latach 1940–1957 kierował Szwajcarskim Muzeum Alpejskim w Bernie. Był współzałożycielem i w l. 1918-24 prezesem oddziału Towarzystwa Botanicznego w Bernie, zaś w latach 1940–1942 prezesem tegoż Towarzystwa w Szwajcarii. Od 1942 r. był współredaktorem cenionego wydawnictwa, zamieszczającego recenzje prac naukowych z zakresu nauk przyrodniczych i medycyny, pt. „Berner Beiträge zur Geschichte der Medizin und der Naturwissenschaften”.
W 1930 r., porządkując zbiory Instytutu Botaniki, odnalazł nieznane dotąd fragmenty zielnika Felixa Plattera oraz komplet ilustracji roślin autorstwa Hansa Weiditza z 1529 r. Zwłaszcza to drugie znalezisko, na podstawie którego powstały – jak się okazało – drzeworyty do wydanego w latach 1530–1536 Herbarum vivae eicones Ottona Brunfelsa, uczyniło go sławnym. „Wartość odkrycia leżała wszakże nie w tym, że ustaliło ono związek pomiędzy drzeworytami w atlasie roślin Brunfelsa a akwarelami mistrza Weiditza, które były ich pierwowzorami, lecz w tym, że oryginalne akwarele Weiditza, zachowane ponad podziw w dobrym stanie, okazały się nieznanym a genialnym dziełem sztuki zarania epoki odrodzenia, godnym stanąć obok arcydzieł Albrechta Dürera”. Dzięki ofiarności Towarzystwa Szwajcarskich Bibliofilów i kilku prywatnych mecenasów sztuki w 1936 r. Rytz wydał album z reprodukcjami dzieł Weiditza w bibliofilskim nakładzie 600 egzemplarzy pt. „Die Pflanzenaquarelle des Hans Weiditz aus dem Jahre 1529. Die Originale zu den Holzschnitten im Brunfels’schen Kräuterbuch”.